# Vagn Aagesen
Vagn Aagesen (18. juli 1866 på Førslevgaard – 12. september 1939 i København) var en dansk højesteretssagfører og kammeradvokat. 
Aagesen var søn af juraprofessor Andreas Aagesen og Thora f. de Neergaard. Han voksede op i en velhavende og betydningsfuld familie. Hans mor tilhørte en gammel adelsfamilie, som blandt andet besad Førslevgaard Gods, hvor Aagesen blev født. Hans far, som var søn af nationalbankdirektør Nicolai Aagesen, var blandt sin tids mest berømte jurister og skrev adskillige værker inden for retsvidenskab. 
Aagesen blev student fra Metropolitanskolen i 1884 og cand.jur. i 1890. Han søgte oprindeligt en karriere som embedsmand og blev ansat som assistent i justitsministeriet, men nedsatte sig i 1910 som sagfører i Frederiksholms Kanal. Han gjorde sig særligt bemærket som sagfører for en række godsejer- og adelsfamilier, men spillede også en betydningsfuld rolle inden for erhverslivet, bl.a. som formand for Landmandsbankens Bankråd.  
I 1910 blev Aagesen højesteretssagfører og samme år konstitueret kammeradvokat. Han besad denne stilling trygt og opnåede stor anerkendelse blandt jurastanden.  
Aagesen giftede sig første gang i 1891 med Ingeborg f. Hansen, datter af grosserer Gustav Hansen. Ægteskabet blev opløst, hvorefter hans hustru giftede sig med diplomat Otto Scavenius. Aagesen giftede sig anden gang i 1909 med Kamma Emmy Bügel Nissen f. Berner, fraskilt operasanger Helge Nissen, datter af godsejer Edmund Berner. Deres søn Andreas Vagn Aagesen var landsretsagfører.